# Dracunculus insignis
Dracunculus insignis ist ein parasitärer Fadenwurm der Gattung Dracunculus. Bei Wirtstieren, die er befällt, ruft er eine Drakunkulose hervor.

## Beschreibung
Beim Dracunculus insignis gibt es einen deutlichen Geschlechtsdimorphismus. Während Männchen nur 2–3 cm lang werden, werden die Weibchen 15–36 cm lang. Die Larven sind etwa 500 μm lang.

## Vorkommen
Dracunculus insignis ist in Nordamerika ein häufiger Parasit bei Waschbären. Der Wurm tritt dort auch bei Hund, Nerz, Otter und Stinktier auf.

## Entwicklungsstadien
Die Entwicklungsstadien des Wurms entsprechen weitgehend denen des ihm verwandten Medinawurms. Zwischenwirt sind hier aber nicht Krebse, sondern Frösche.

## Symptome und Behandlung befallener Wirte
Nach der Wanderung durch den Körper der Wirtstiere gelangt der weibliche Wurm in die Subkutis und verursacht dort schmerzhafte Hautschwellungen, oft in den Gliedmaßen. Bei Kontakt mit Wasser öffnen sich die Beulen und ermöglichen so den Weibchen, die Larven in das Wasser abzugeben. Dort können sie nachgewiesen werden, indem dieser Prozess gezielt ausgelöst wird.
Die Behandlung erfolgt in erster Linie chirurgisch durch das Entfernen des Parasiten.